# Müller (companie)
Müller este o companie de produse lactate din Germania.
Compania deține patru fabrici de producție în Germania.
Muller are aproximativ 5.000 de angajați și 5 fabrici în Europa, fiind al doilea mare jucător din industria lactatelor de pe acest continent (februarie 2011). Compania a realizat o cifră de afaceri de 4,8 miliarde EUR în 2022 și are peste 27.500 de angajați.
Compania este prezentă și în România, din anul 2007.